# Little Corn Island
Little Corn Island är en nicaraguansk ö i Karibiska havet. Tillsammans med Big Corn Island bildar den kommunen Corn Island i Región Autónoma de la Costa Caribe Sur. Ön hade 495 invånare år 2005.  Med ett tropiskt klimat är ön en populär turistdestination, med fina sandstränder åtskilda av klippartier.

## Kommunikationer
På västra sidan av Little Corn Island finns en pir varifrån det går reguljär båttrafik till och från Big Corn Island. På gångstigar kan man promenera till öns olika delar.